# 마크 이점바드 브루넬

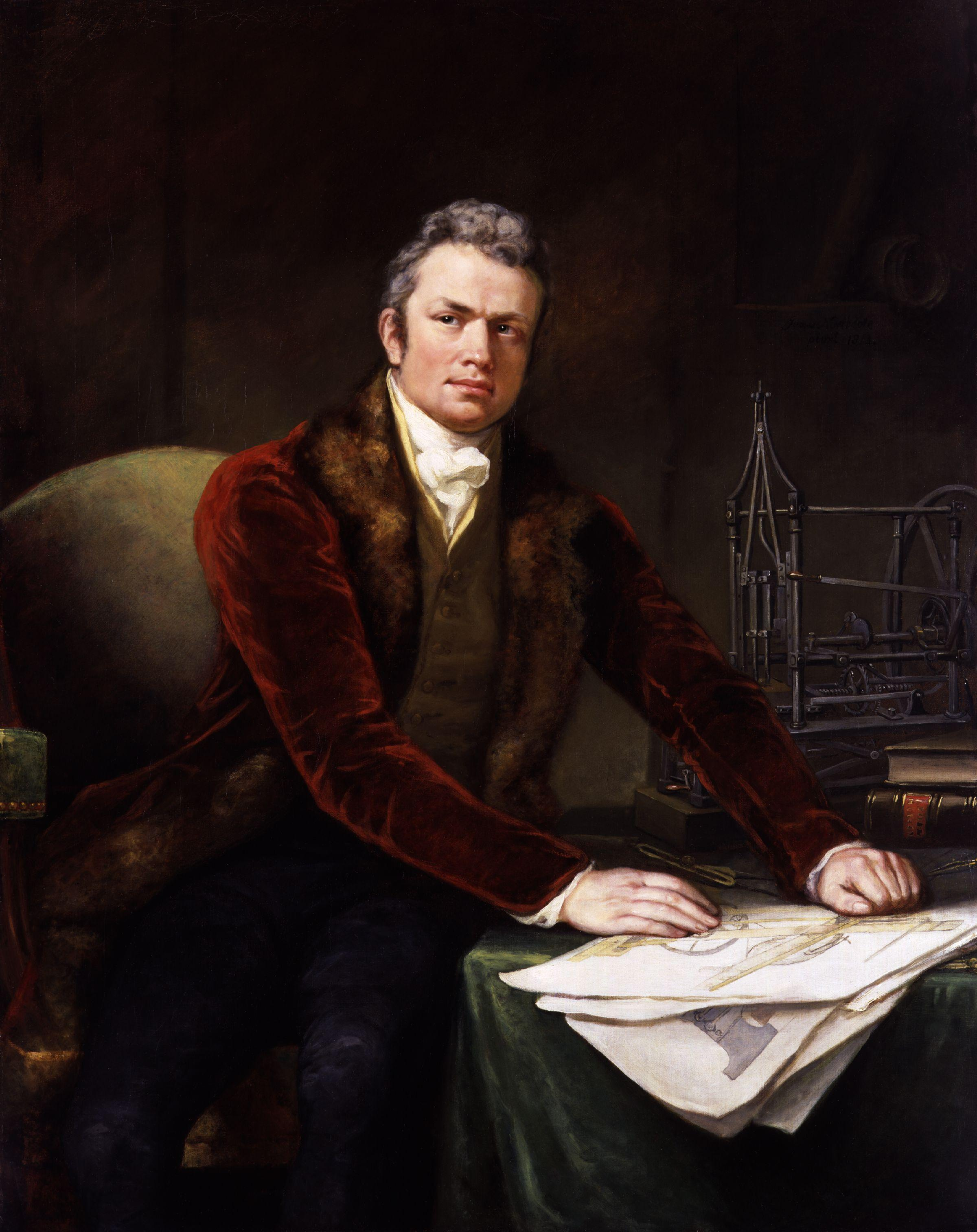
마크 이점바드 브루넬

마크 이점바드 브루넬(영어: Marc Isambard Brunel, 프랑스어: Marc Isambard Brunel 마르크 이장바르 브뤼넬[*], 1769년 4월 25일 ~ 1849년 12월 12일)은 잉글랜드의 공학자이다.
프랑스 노르망디 지방에 위치한 아크빌(Hacqueville) 마을에 거주하던 부유한 농부인 장 샤를 브뤼넬(Jean Charles Brunel)과 마리 빅투아르 르페브르(Marie Victoire Lefebvre) 부부의 둘째 아들로 태어났다. 어린 시절부터 소묘, 수학에 천재성을 갖고 있었고 청년 시절에는 루앙에 위치한 신학교에 재학했다.
1786년에 프랑스 해군에 입대하면서부터 해군사관학교 생도로 복무했고 서인도 제도를 여러 차례 방문했다. 해외에서 해군으로 복무하고 있던 1789년에는 프랑스 혁명을 맞았고 1792년에는 프리깃함을 타고 프랑스 루앙으로 귀환하게 된다. 1793년 9월 6일에는 미국 뉴욕으로 이주했으며 1796년에는 미국 시민권을 취득했다. 1799년 11월 1일에는 자신과 교제했던 영국 출신의 여자인 소피아 킹덤(Sophia Kingdom)과 결혼했고 나중에 영국으로 이주하게 된다.
1801년에는 잉글랜드 햄프셔주 포츠머스에 위치한 조선소에서 해군 전용 도르래 생산 방식을 고안했다. 그가 고안한 어셈블리 라인(Assembly line) 방식은 현대적인 라인 생산 방식으로 여겨진다. 1805년에는 템스강에 최초로 건설된 하저 터널인 템스 터널을 설계했으며 1818년에는 배좀벌레조개가 목재에 구멍을 내는 모습을 보고 실드 터널 공법(Tunnelling shield)을 구상하기도 했다. 그가 설계한 하저 터널은 런던 지하철로 이어지게 된다.
1849년 12월 12일 잉글랜드 런던 웨스트민스터(Westminster)에서 사망했으며 그의 시신은 런던에 위치한 켄잘그린 공동묘지(Kensal Green Cemetery)에 안치되었다. 그의 아들인 이점바드 킹덤 브루넬(Isambard Kingdom Brunel) 또한 공학자로 활동했다.